# JAPAN RUGBY LEAGUE ONE 新規参入チームの受け入れ (2023年)
JAPAN RUGBY LEAGUE ONE 新規参入チームの募集は、一般社団法人ジャパンラグビーリーグワンが、JAPAN RUGBY LEAGUE ONEの2年度目となる2023年2月（2022-23シーズン途中）に新規参入チームの受け入れを決定し、2023年度内に申請募集、審査、決定が行われたものである。新規チームは、4年度目となる2024-25シーズンからの参加となった。
この2年後の2025年6月30日、新たな申請受付が始まった。詳細は「JAPAN RUGBY LEAGUE ONE 新規参入チームの受け入れ (2025年)」を参照。

## 日程
実際に行われた期日を示した。
- 2023年1月まで - 地域リーグ所属の20チーム以上を対象とした説明会を実施[6]
- 2023年2月7日 - 新規参入チーム受け入れ決定を発表[1]
- 2023年3月 - 申請手続きについて参入希望チームに開示[1]
- 2023年6月 - 申請書類提出期限[1]
- 2023年7月18日 - 申請チームを発表。新規チーム数を3チームとする予定であることを発表[2]
- 2023年9月 - 申請に対するフィードバック[1]
- 2024年1月末 - 新規参入チーム決定[4]
- 2024年8月1日 - ホストタウン都市名を入れた正式なチーム名、略称、ホストタウンを発表[7]
- 2024年10月22日、2025-26シーズンにおける新規参入チームの受け入れを行わないことを発表した[8]。
- 2024年12月21日 - JAPAN RUGBY LEAGUE ONE 2024-25が開幕、新規参入チームが参加[9]

## 新規参入の必要性
ジャパンラグビーリーグワンは、下位リーグにあたる社会人地域リーグとの入替戦を行わず、また、新規参入の随時募集はしていない。初年度「JAPAN RUGBY LEAGUE ONE 2022」は、どのDIVISIONのチーム数も偶数だったため、対戦日程が組みやすかった。
しかし、初年度に参加していた宗像サニックスブルースが撤退して、2022-23シーズンのDIVISION3は奇数の5チームとなった。
5チーム体制となったことにより、必ず1チームが休みとなる節が生じた。また、試合数確保の観点から、ホスト対ビジター（ホーム・アンド・アウェーに同義）を変えた3回総当たり戦となった。
試合間隔が空く問題と、同じ相手と3回も対戦する問題を解消するため、少なくとも1チームなど、奇数チームの参入の必要性が生じた。

## 参入条件
2023年2月8日、参入時に達成されていなければならない事項が、以下のように発表された。実際の文言は若干異なることに注意。
0．ラグビー憲章の5つの価値（品位・情熱・結束・規律・尊重）を体現する
- 競技および事業活動でラグビー憲章を重んじ、組織内で定期的な教育活動を実施する

1．高いレベルのラグビーを実現
1. 直近3年間の戦績（直近の成績を重視する）
2. 戦力（40人以上で、フロントローは3組以上を保有すること。このうち3分の2以上はリーグワンまたはそれに準じるリーグ戦での出場経験があるか、学生リーグのトップレベルの実績を保有すること）
3. 強化方針・環境（リーグワンまたはそれに準じるリーグでの指導経験を持つヘッドコーチや指導者がいること。チーム練習用グラウンドや、個人練習のトレーニング施設が常時活用できること。プロ契約および社員選手が、強化方針に基づく活動を十分に参画できるチームや母体企業のサポート体制が整っていること。チームの強化方針を設定し、実現した実績があること）

2．コミュニティをつなぐ存在
1. 自治体・地域協会との連携協働（ホストエリアの自治体やラグビー協会を連携協定を締結し協働する）
2. コミュニティ内の諸団体との連携協働（コミュニティ内の公共機関・商工会議所・JC・企業・自治会などと繋がり、ホストゲーム開催やラグビー振興を協働する）
3. チーム内でのコミュニティ人材の育成（社会活動への参画機会や能力向上機会の提供）

3．コミュニティを基盤にラグビー活動を実施
1. スタジアム保有（収容人員3000人以上のものを、ホストタウンまたはセカンダリーエリアに保有（複数の保有も可）。2024-25年シーズンにおいてホストゲームの5割以上を実施できること（左記同文）。ホストスタジアムでの安心・安全な環境の実現）
2. ホストスタジアムでの主管試合の運営（主管試合の安心・安全な試合運営。チケットの販売・集客）
3. ファンスペース構築（一般向けファンクラブを開設し運営する）

※スタジアムの施設基準については、別途定める
4．コミュニティで、育成チームを運営
1. 育成チームの所有・運営（U15、U12チームを持ち、定常的に運営する。遅くとも2024年4月までに正式稼働すること）
2. 育成プログラムの策定・実践
3. 育成環境の整備（育成チームの運営に必要な練習場所、機材、用具の整備）

5．上記を実現する、組織能力・財政安定性を有する
1. 組織体制の構築（クラブ・チーム事業責任者と、事業経営の各部門責任者の人材配置。クラブ・チームの事業運営に必要な機能を整え、それにふさわしい人材を配置していること。人材配置：強化・事業・管理。機能：インテグリティー、マーケティング、工法、財務、人事総務、法務、運営、普及・育成、社会事業・MDなど）
2. 人材育成の実現（ラグビーの事業の発展のために必要な教育活動を定期的に実施。リーグ指定の教育活動として、インテグリティー、ルール、ドーピング、選手・指導者、大会運営、事業など。選手の社会人としての能力向上や、セカンドキャリアへの備えに対して定期的に教育活動を行っている）
3. 財務の安定性確保（ラグビーの競技・事業発展に必要な財政が収支計画上安定的に構築されていること。強化・活動費として最低でも1億円以上を計上。選手人件費、一般管理費、事業費用を的確に計上。これらの支出に対してそれに見合う収入の確保 = 母体企業・団体からの支援などが安定的に確保できるめどがあること）

6．リーグの一員としての義務を遵守する
1. リーグの規約・規程の遵守
2. 代表活動への貢献（ラグビー日本代表の活動に最大限協力し、所属選手が代表に選ばれた場合は原則としてそれを受け入れる）

### 2024-25シーズンからの参加
1チーム減少が明らかになった初年度（2022シーズン）以降、2023-24シーズンからの新規チーム受け入れを検討していたが、準備や調整の期間を要することから、新規チームは2024-25シーズンから参加することを2023年2月7日に発表した。
その発表までに、地域リーグ所属の20チーム以上を対象とした説明会をすでに実施しており、リーグワンの東海林一専務理事は「地域リーグの最上位カテゴリーでの戦績で判断」「少なくとも1チームは参入してほしい」など、方針を明かした。参入後は、最下部のディビジョン（現状ではDIVISION3）からスタートする。

## 申請チーム
2023年7月18日に、JAPAN RUGBY LEAGUE ONEは以下のとおり新規参入申請をした5チームを発表した。
同日の会見で東海林一専務理事は「（現在23チームで運営している）リーグ全体のチーム総数を偶数にしたい」との理由から「1チーム参入または3チーム参入」とする予定。申請した全5チームの参入は、DIVISION3の半数が新規チームとなるため、「均衡上、望ましくない」と述べた。
| チーム名                          | 活動拠点       | 申請時の所属リーグ   | 2022-23シーズン成績              | 備考                                                |
| --------------------------------- | -------------- | -------------------- | -------------------------------- | --------------------------------------------------- |
| 秋田ノーザンブレッツRFC           | 秋田県秋田市   | トップイーストリーグ | トップイーストリーグAグループ5位 |                                                     |
| 日立Sun Nexus（サンネクサス）茨城 | 茨城県日立市   | トップイーストリーグ | トップイーストリーグBグループ3位 |                                                     |
| セコムラガッツ                    | 埼玉県狭山市   | トップイーストリーグ | トップイーストリーグAグループ4位 | 2003-04、2005-06〜2006-07にトップリーグ在籍経験あり |
| ヤクルトレビンズ                  | 埼玉県戸田市   | トップイーストリーグ | トップイーストリーグAグループ2位 |                                                     |
| LeRIRO（ルリーロ）福岡            | 福岡県うきは市 | トップキュウシュウ   | トップキュウシュウAリーグ優勝    |                                                     |

## 審査状況
- 2023年10月3日、2023年9月末時点で参入申請した5チームにおいて、新規参入審査委員会における審査、および、それに基づく理事会の決議を行い、日立Sun Nexus茨城を除く4チームに対して参入審査基準を充足、または、充足見込みとして参入対象チームとすることとなった[18]。日立Sun Nexus茨城は参入審査基準を充たすことができず、今回の参入対象チームから外れた[19]。
- 参入対象チームとなった4チームは、今季の戦績に基づき評点が加点され、その結果に基づき、最終評価が決定。最終評価に基づき、上位3チームが2024-25シーズンよりディビジョン３に新規参入する[18]。
- セコムラガッツ・ヤクルトレビンズが充足確認項目の一部（ホストゲーム=主管試合のスタジアム）について継続確認が行われ[20]、偶数チーム数で運営を進めていく前提もあるため、結果によっては参入チーム数が、3チームから1チームに変更となる可能性がある。
- 仮に3チーム昇格となった場合は、2部8チーム、3部6チーム（3チームは3部からスタート。2023-24シーズンの3部上位2チームは2部自動昇格。1部の12は変わらず。1チームのみの場合はそれぞれ12:6:6の割合となる）とする予定[21]。
- 2024年1月31日、一般社団法人ジャパンラグビーリーグワンは、セコムラガッツ、ヤクルトレビンズ、LeRIRO福岡の2024-25シーズンDIVISION3への参入決定を発表[22]。、2024-25シーズンのジャパンラグビー リーグワンにおけるディビジョン別のチーム数はD1：12チーム、D2：8チーム、D3：6チーム　になる。

### 加点内容
地域リーグ（トップイースト及びトップキュウシュウ）での順位：1位→2点、2位→1点
三地域社会人リーグ順位決定戦での順位：1位→4点、2位→2点、3位→1点
| 申請時のチーム名        | 審査結果         | 評価点 合計 | 内訳                                  | 2023-24シーズン     |
| ----------------------- | ---------------- | ----------- | ------------------------------------- | ------------------- |
| セコムラガッツ          | 参入決定         | 9点         | 財務4点、戦績(今季)5点、戦績(過去)0点 | トップイーストA     |
| ヤクルトレビンズ        | 参入決定         | 8点         | 財務3点、戦績(今季)4点、戦績(過去)1点 | トップイーストA     |
| LeRIRO福岡              | 参入決定         | 6点         | 財務3点、戦績(今季)2点、戦績(過去)1点 | トップキュウシュウA |
| 秋田ノーザンブレッツRFC | 参入ならず       | 2点         | 財務2点、戦績(今季)0点、戦績(過去)0点 | トップイーストA     |
| 日立Sun Nexus茨城       | 参入対象から除外 |             |                                       | トップイーストB     |

2024年1月31日時点での各クラブのスタジアム開催要件の充足確認結果は、以下のとおり。
- セコムラガッツ - ホストエリアは「埼玉県狭山市」。ホストスタジアムは、セコムラグビーフィールド（埼玉県狭山市）を2025-26年シーズン以後使用する具体的な計画を有する。
- ヤクルトレビンズ - ホストエリアは「埼玉県戸田市」。セカンダリーホストエリアを「群馬県前橋市」とする予定。ホストスタジアムは、アースケア敷島サッカー・ラグビー場（群馬県前橋市）を2025-26シーズン以後使用する具体的な計画を有する。
- LeRIRO福岡 - ホストエリアは「福岡県うきは市および周辺地域（筑後エリア）」。久留米総合スポーツセンター陸上競技場（福岡県久留米市）をホストスタジアムとして確保している。

## 新チーム名
ホストタウンを示す「都市名」または「地域名」をチーム名に入れなければならないため、セコムラガッツとヤクルトレビンズはチーム名を新たにした。LeRIRO福岡は、カタカナを使った表記「ルリーロ福岡」を正式なチーム名とした。
2024年8月1日、以下のように新チーム名、公式略称、ホストタウンが発表された。
| チーム名             | 公式略称 | ホストタウン（2024年8月1日発表時）                                       | 加入ディビジョン （2024-25シーズン） |
| -------------------- | -------- | ------------------------------------------------------------------------ | ------------------------------------ |
| 狭山セコムラガッツ   | 狭山RG   | 狭山市                                                                   | DIVISION 3                           |
| ヤクルトレビンズ戸田 | L戸田    | 戸田市                                                                   | DIVISION 3                           |
| ルリーロ福岡         | LR福岡   | 筑後地区（朝倉市、うきは市、大川市、久留米市、大刀洗町、筑後市、広川町） | DIVISION 3                           |